# 大車輪 (餐廳)

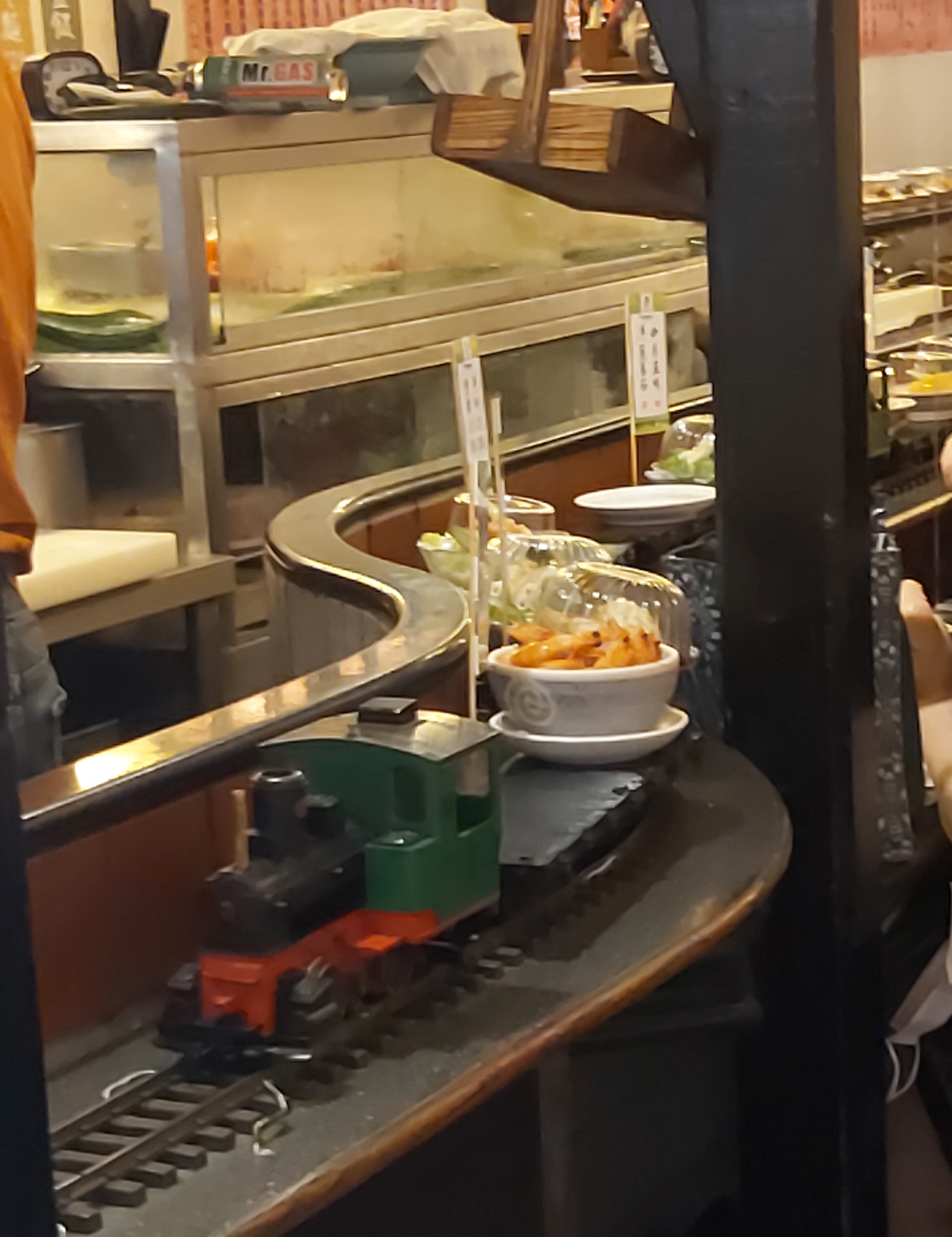
大車輪火車迴轉壽司

大車輪火車壽司（英語：Da Che Lun Sushi），成立於1976年，是一家發源於臺北市西門町峨眉街53號的迴轉壽司餐廳，為臺灣首例以火車為主題的日式料理店、早期引進迴轉壽司的餐廳之一。

## 歷史
創辦人江志強為臺東縣人，13歲時北上至日本料理店擔任學徒，1976年獨資成立「大車輪餐飲企業」，創始本舖設於臺北市寶慶路的「新光巴而可百貨」3樓，專售壽司及烏龍麵。後其陸續展店，1982年及1984年分別成立萬國店與峨眉店，其中峨眉店是全臺第一間以鐵道模型行駛全店環繞吧台載運迴轉壽司的主題餐廳。
其後曾接連開設漢中店、大安店、仁愛店與重慶南路店等分舖分別經營日式、西餐與泰式等不同風格的各式料理，後數家分店因各種因素收編歇業。
2018年，江志強因肺癌病逝，其長女江怡涵、次女江怡柔與長女婿鍾昭弋三人從國外回到臺灣接手經營，著手研發新的品牌規劃。
2021年，於中山北路成立大車輪二代概念店「大車輪 日料岩酒所」。
2022年於台北信義區成立日式餐酒館「輪輪1976和食茶酒駅」。正式定義大車輪二代子品牌「輪輪」，並以「輪輪 ___ 」為品牌命名規則，「1976」為日式餐酒館系列，以目前信義區開設之「輪輪1976」日式餐酒館為台灣首間旗艦店。
2023年，榮獲金峰獎二十二屆 十大傑出企業。
2025年，「輪輪」於南港日系商場成立「輪輪の町」日法早午餐，為「町」早午餐系列之首家分店。

## 相關條目

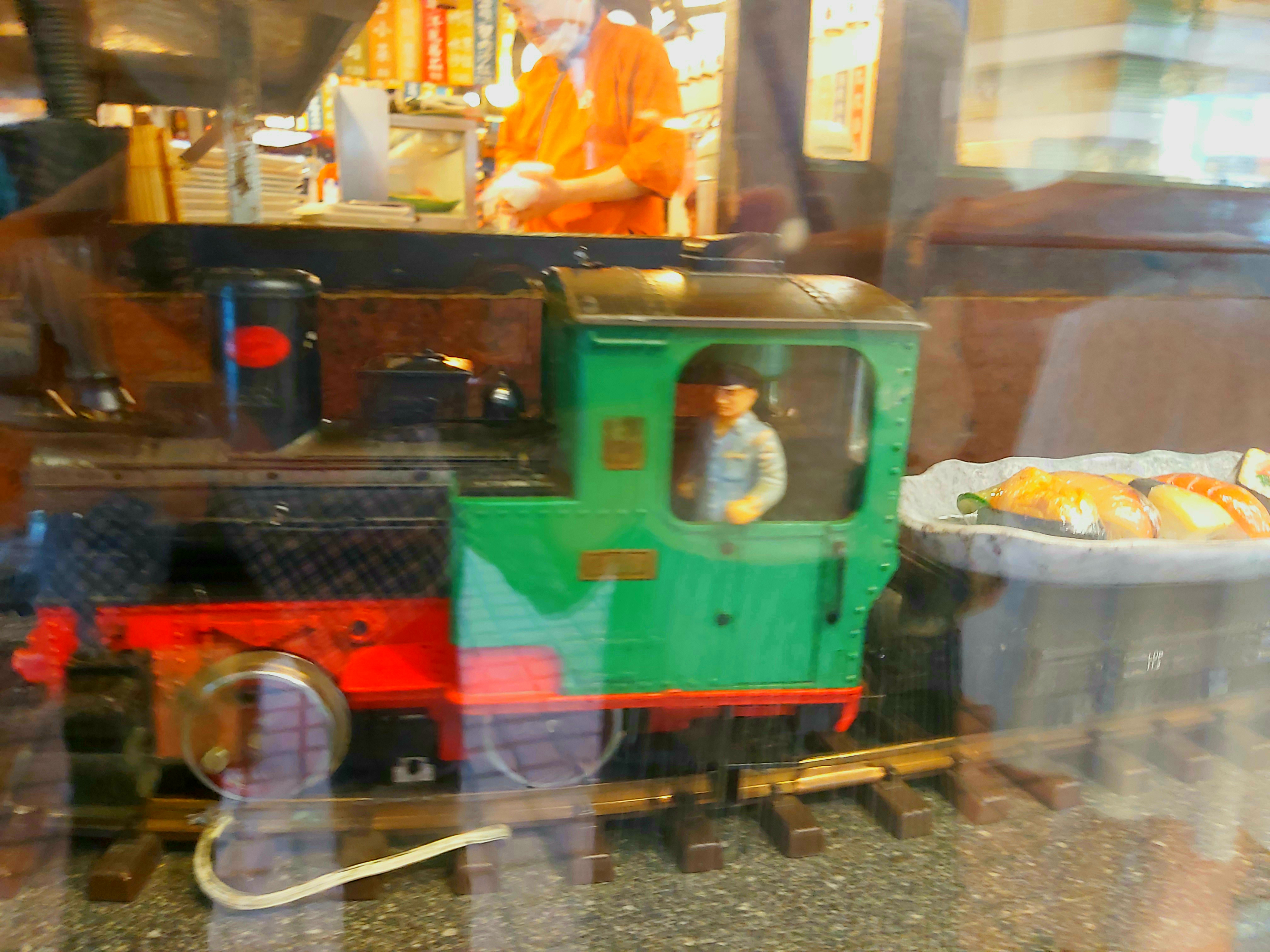
鐵路模型火車頭

## 外部連結
- 大車輪餐旅事業官網 （页面存档备份，存于）
- 大車輪餐旅事業的Facebook專頁 （页面存档备份，存于）
- 大車輪 DCL1976官網 （页面存档备份，存于）
- 大車輪日本料理的Facebook專頁